# Tuber excavatum
Tuber excavatum är en svampart som beskrevs av Vittad. 1831. Tuber excavatum ingår i släktet Tuber och familjen Tuberaceae.   Inga underarter finns listade i Catalogue of Life.